# Гарднер, Инглиш
Инглиш Гарднер (род. 22 апреля 1992, Вурхиз, Нью-Джерси) — американская легкоатлетка, которая специализируется в беге на 100 метров. Серебряная призёрка чемпионата мира 2013 года в эстафете 4×100 метров, а также обладательница 4-го места в беге на 100 метров. Серебряная призёрка чемпионата США 2011 года и победительница 2013 года.

## Достижения
- 2013:  Monaco Herculis — 4×100 метров